# Dinoderus brevis
Dinoderus brevis är en skalbaggsart som beskrevs av Horn 1878. Dinoderus brevis ingår i släktet Dinoderus och familjen kapuschongbaggar. Arten förekommer tillfälligt i Sverige, men reproducerar sig inte. Inga underarter finns listade i Catalogue of Life.

## Bildgalleri

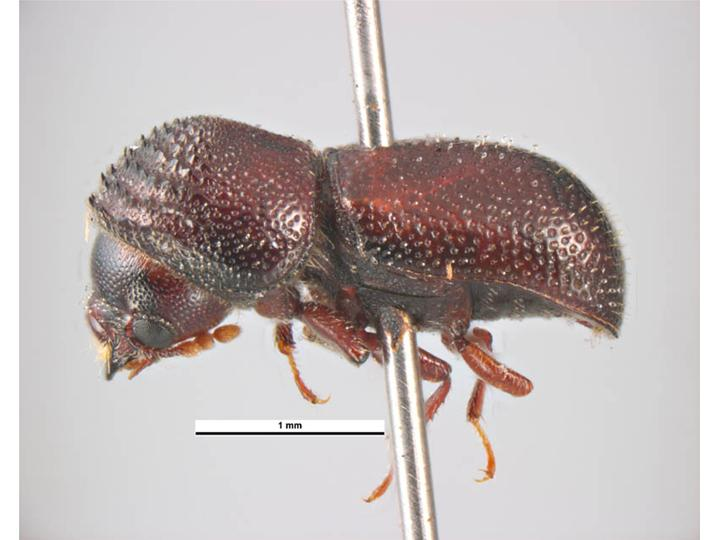